# Panaxia albimacula
Panaxia albimacula là một loài bướm đêm thuộc phân họ Arctiinae, họ Erebidae.